# Cúllar Vega
Cúllar Vega er en by og kommune i det sydøstlige Spanien i provinsen Granada. Den har et indbyggertal på 7.809 (2024) indbyggere.